# 微软雅黑
微软雅黑（英語：Microsoft YaHei）是美国微软公司委托中国方正集团设计的一款支持ClearType技术的字体。蒙纳公司负责了该字体「Regular」、「Bold」字重的字体微调工作，并设计了假名等字符。微软雅黑属于OpenType TT类型字体（后缀与TrueType类型字体相同），在字体设计上属于无衬线字体，即中文字体中的黑体。微软雅黑与方正兰亭黑系列字体同源，但雅黑是专为屏幕显示而设计，在使用ClearType功能的液晶显示器中，微软雅黑比以前Windows XP默认的中易宋体更加地清晰易读。
该字体家族具有独立粗体“微软雅黑 Bold”，这个粗体并非由电脑自动加粗，而是人工制作的粗笔画字符，其具有更好的显示效果。微软雅黑与微软正黑体是Windows系统字体中最早具有独立粗体的中文字体。2013年，该字体家族新增了“微软雅黑Light”，汉字部分来自相同字重的方正兰亭黑。
由Windows 8開始，微軟雅黑新增了用作系統介面顯示的「Microsoft YaHei UI」，檔案名稱為MSYH.TTC，該檔案同時收錄了「微軟雅黑」和「Microsoft YaHei UI」兩個字型。

## 发行
微软雅黑是随着简体中文版Windows Vista一起发布的字体，也是Windows Vista至Windows 11的系统默认字体。另外，Microsoft Office 2007简体中文版也附带这个字体。2008年5月6日，微软发布了適用於Windows XP的雅黑字体版本5.00。
在随 Windows 8.1 一起发布的微软雅黑6.14版（粗体为6.12，细体为1.01）中，字体格式更改为TTC格式，包含两个不同名称的字体家族：Microsoft YaHei 和专用于系统界面的 Microsoft YaHei UI。这两个字体家族差别很小，字符部分几乎没有差异，仅一些度量参数有所不同。该版本新添了一个扩展注音符号“ㄭ”。
在2017年推出的 Windows 10 秋季创意者更新中，微软雅黑迎来了重大更新。更新的6.25版（细体为6.23版）调整了一些中文标点符号的位置、扩充字符集，并重新进行了字体微调以优化渲染效果。

## 字符集
微软雅黑支持 GB18030 字符集，包含了 Unicode 中中日韩统一表意文字基本区块及扩展A区中的所有27496个中文字符，以及中国国家标准化管理委员会添加的大约80个中文字符，涵盖了 GBK 中的字符、Big5的繁体中文字符和 GB2312 中的简体中文字符。还包括西文字母中的拉丁字母、西里尔字母和希腊字母。
Windows 10 秋季创意者更新中的微軟雅黑更新版本对字符集进行了扩充，在原有字符集基础上增加了199个汉字，从而完整支持了中国国家语言文字工作委员会制定的《通用规范汉字表》。

## 优点
专为屏幕显示设计，字形饱满，字间留白很少，从而使字内有更多留白，在字号较小时仍能较清晰地辨认。

## 问题
- 微軟雅黑Bold中的「·（U+00B7）」這個符號被誤植成一個大方框（·）。此問題在最初的0.70版中就存在，之後直至6.02版才被修正。
- 汉字「一」在左右两端没有预留足够空间，使用时很难与破折号区别开来。如「一一说明、——说明」。
- 直排時，部分文字會與下一個字重疊。[來源請求]
- “字”字和“宇”字在14px（10.5磅/中文五号字）粗体并开启ClearType时显示效果相近，难以区分（“字”：字　“宇”：宇）。该问题在6.25版中已得到修正。[10]
- 常用的中文标点符号除句号、顿号及部分中文括号以外都居中偏下显示，这不符合中华人民共和国关于标点符号的国家标准。[12]该问题在6.25版中已得到修正。[10]
- 微软雅黑中的拉丁小写字母Alpha（ɑ，U+0251：ɑ）被误植成希腊小写字母Alpha（α，U+03B1：α），这个问题直到Windows 11中也还没有得到解决。[注 2]
- 微软雅黑在使用小字号时，由于微软雅黑的字体微调质量不佳而显得大小不一，底部或顶部可能没有对齐，这一点广受诟病[13]。另外，简繁混排时即使字号不小，也存在同样的问题[注 3]。若使用第三方插件（如“MacType”）即可解决此类问题。微软团队在微软雅黑6.25版中对汉字重新进行了字体微调，显示效果有所改善。[10]
- Windows 8.1的微软雅黑字体，上下间距过大，导致对话框变得更高（与其他语言相比），且部分按钮错位。（直到 Windows 10 都還未得到解決，不过可以手动替换Windows 8的微软雅黑修复这个问题。）
- 在WPS中使用微软雅黑存在上下间距过大的问题，而且无法调整。[來源請求]
- 微软雅黑Light的日文假名并非为当初微软给微软雅黑Regular/Bold搭配的假名（而微软正黑体则全部都是），反而直接用了对应方正兰亭黑当中「方正字体产品统一搭配」的假名，与其它字符设计风格不符，在显示日文时问题严重破坏阅读观感。该套假名设计被方正滥用于自家几乎所有黑体产品的几乎所有字重当中。
- 字的繁体字「憲」在微軟雅黑粗體中，如果字號小於等於八號時，頂部的「宀」會消失掉。